# Kōji Morimoto
Kōji Morimoto (Japonés: 森本晃司;  Hepburn: Morimoto Kōji?) (Wakayama, Región de Kansai; 26 de diciembre de 1959) es un animador y director de anime japonés reconocido por ser el cofundador de Studio 4 °C. Trabajo como animador en Akira, Robot Carnival, Short Peace y The Animatrix y como animador clave en los animes Kiki's Delivery Service, City Hunter y Fist of the North Star.

## Biografía
Nacido en Wakayama, Región de Kansai en Japón, se graduó de la Universidad de diseñadores de Osaka en 1979 y, un par de años más tarde, se unió al estudio Annapuru como animador de la serie de televisión Tomorrow's Joe. Mientras trabajaba allí, vio algunas animaciones de Takashi Nakamura en Golden Warrior Gold Lightan, una serie de televisión Mecha del estudio Tatsunoko Production. Quedó impresionado y lo inspiró a dejar su trabajo y convertirse en un animador independiente. Morimoto colaboró a menudo con Nakamura, especialmente en el segmento "La orden de detener la construcción" de Katsuhiro Otomo de la película de antología Neo-Tokyo . Esto le abrió muchas puertas, desde que trabajó como director de animación en la característica Akira de Otomo y la oportunidad de dirigir un corto para la antología Robot Carnival . Alrededor de este tiempo fundó Studio 4 °C con la productora Eiko Tanaka y su compañero animador Yoshiharu Sato. 
Desde entonces, Morimoto se ha centrado casi exclusivamente en su trabajo de dirección. Su trabajo se hizo cada vez más inusual con el tiempo. Esto está mejor representado por las escenas de concierto en Macross Plus  y su cortometraje Noiseman Sound Insect .
Aparte de un pequeño culto, sus películas han sido ignoradas fuera de Japón.  Esto ha comenzado a cambiar en los últimos años, con su obra de arte presentada en las exposiciones Superflat de Takashi Murakami en todo el mundo, la exposición Anime Proto Cut, y fue invitada por The Wachowskis para dirigir " Beyond ", un segmento de The Animatrix . Actualmente está trabajando en Sachiko, su segundo largometraje.

## Filmografía
- Short Peace - secuencia de apertura (2013)
- First Squad (2009)
- Genius Party - "Dimension Bomb" (2008)
- Mind Game (2004)
- Digital Juice - "El salón en el aire" (2003)
- The Animatrix - "Más allá de" (2003)
- Eternal Family (1997)
- Noiseman Sound Insect (1997)
- Memories - "Rosa magnética" (1995)
- Abre la puerta ( て ビ て てTobira wo Akete ) (1995)
- ¡Volar! Peek the Whale ( ク べ! E Tobe! Kujira no Peek ) (1991)
- Nueve historias de amor - "Héroe" (1991)
- Akira (animador, 1988)
- Robot Carnival - "Franken's Gears" (1987)

### Vídeos musicales
- Ken Ishii - "EXTRA" (1996)
- The Bluetones - " Fin de semana de 4 días " (1998)
- Glay - "Survival" ( サ バ イ バ ルSabaibaru ) (1999)
- Ayumi Hamasaki - "Conectado" (2003)
- Hikaru Utada - "Me haces querer ser un hombre" (2005)
- Hikaru Utada - " Pasión " (2005)